# Тетраиодид димышьяка
Тетраиодид димышьяка — бинарное неорганическое соединение мышьяка и иода с формулой As2I4, красные кристаллы, реагирует с водой, растворяется в органических растворителях.

## Получение
- Сплавление иодида мышьяка с мышьяком:

{\displaystyle {\mathsf {4AsI_{3}+2As\ {\xrightarrow {T}}\ 3As_{2}I_{4}}}}

## Физические свойства
Тетраиодид димышьяка образует красные кристаллы.
Реагирует с водой, растворяется в этаноле, диэтиловом эфире, хлороформе, сероуглероде.

## Химические свойства
- При нагревании разлагается:

{\displaystyle {\mathsf {3As_{2}I_{4}\ {\xrightarrow {>230^{o}C}}\ 4AsI_{3}+2As}}}
- Разлагается водой:

{\displaystyle {\mathsf {3As_{2}I_{4}+6H_{2}O\ {\xrightarrow {}}\ 2As_{2}O_{3}+12HI+2As}}}